# Тета Андромеды
Тета Андромеды (лат. θ Andromedae), 24 Андромеды (лат. 24 Andromedae), HD 1280 — двойная звезда в созвездии Андромеды на расстоянии приблизительно 309 световых лет (около 95 парсеков) от Солнца. Видимая звёздная величина звезды — +4,61m.

## Характеристики
Первый компонент — белая звезда спектрального класса A2IVs или A2V. Светимость — около 113 солнечных. Эффективная температура — около 8831 K.
Второй компонент — предположительно, белая звезда спектрального класса A. Удалён на расстояние около 1 а.е. (около 0,06 угловой секунды). Орбитальный период — около 1033 суток (2,8282 года).